# Ctenidae

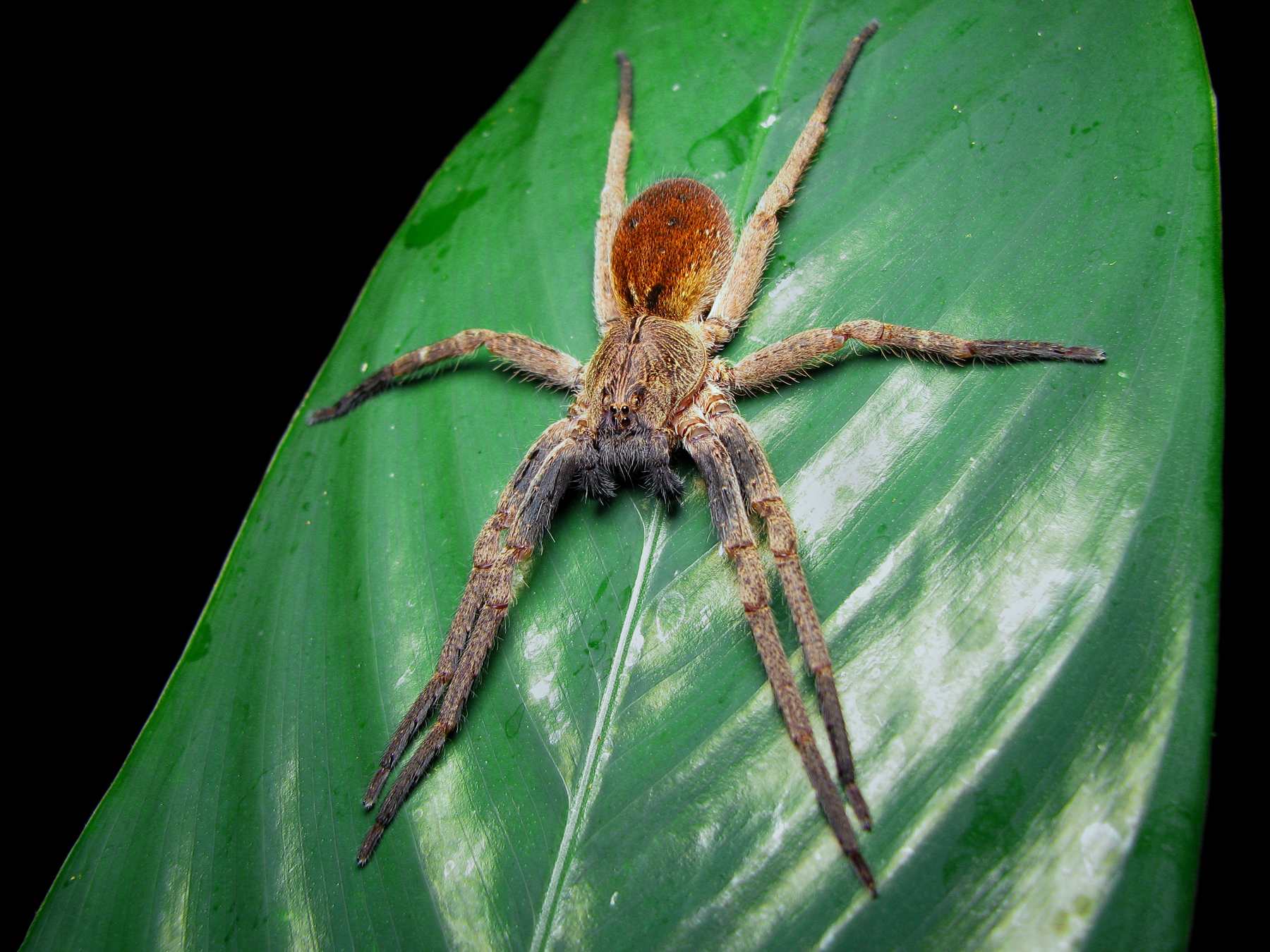
Ctenus sp., em mata atlântica de São Paulo

Ctenidae (do grego: ctenos, "pente") é uma família de aranhas araneomorfas caçadoras nocturnas. As espécies do género Phoneutria são caçadoras nocturnas muito agressivas e venenosas, consideradas perigosas para os humanos. Como traço característico da família, apresentam um sulco longitudinal na parte traseira do prossoma.

## Taxonomia
A família Ctenidae inclui as seguintes subfamílias e géneros:
Subfamília  Acantheinae
- Acantheis Thorell, 1891
- Africactenus Hyatt, 1954
- Enoploctenus Simon, 1897
- Petaloctenus Jocqué & Steyn, 1997

Subfamília  Acanthocteninae
- Acanthoctenus Keyserling, 1877
- Nothroctenus Badcock, 1932
- Viracucha Lehtinen, 1967
- Bengalla Gray & Thompson, 2001

Subfamília  Calocteninae
- Anahita Karsch, 1879
- Apolania Simon, 1898
- Caloctenus Keyserling, 1877
- Diallomus Simon, 1897
- Gephyroctenus Mello-Leitão, 1936
- Trujillina Bryant, 1948

Subfamília  Cteninae
- Amauropelma Raven, Stumkat & Gray, 2001
- Ancylometes Bertkau, 1880
- Asthenoctenus Simon, 1897
- Celaetycheus Simon, 1897
- Centroctenus Mello-Leitão, 1929
- Ctenus Walckenaer, 1805
- Cupiennius Simon, 1891
- Isoctenus Bertkau, 1880
- Leptoctenus L. Koch, 1878
- Thoriosa Simon, 1910
- Ctenopsis Schmidt, 1956
- Incasoctenus Mello-Leitão, 1942
- Itatiaya Mello-Leitão, 1915
- Montescueia Carcavallo & Martínez, 1961
- † Nanoctenus Wunderlich, 1988 — fóssil (âmbar, República Dominicana)

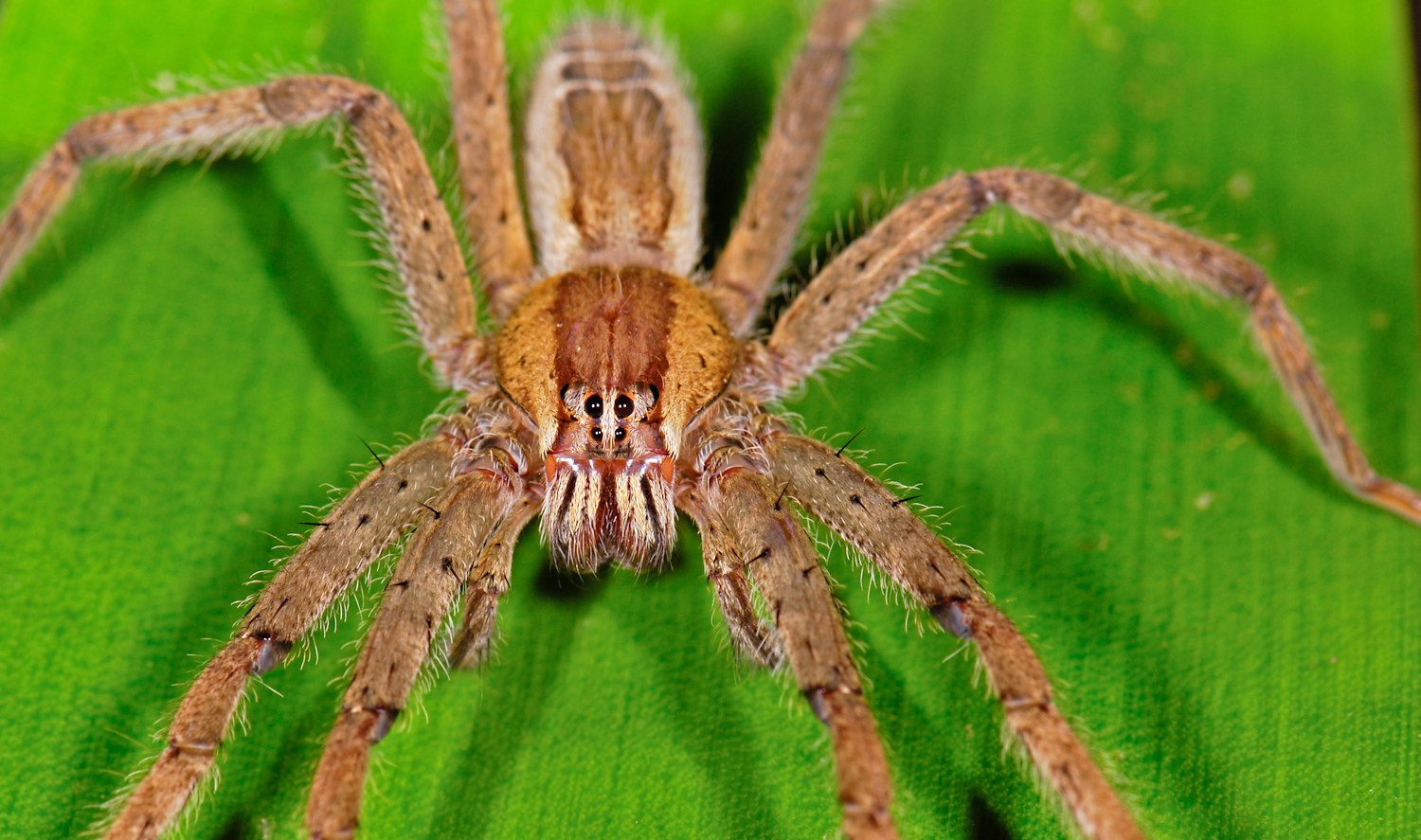
Cupiennius sp.

- Cupiennius sp.Paravulsor Mello-Leitão, 1922

Subfamília  Phoneutriinae
- Phoneutria Perty, 1833
- Phymatoctenus Simon, 1897
- Pseudoctenus Caporiacco, 1949
- Trogloctenus Lessert, 1935
- Tuticanus Simon, 1897

Subfamília  Viridasiinae
- Viridasius Simon, 1889
- Vulsor Simon, 1889
- Wiedenmeyeria Schenkel, 1953

incertae sedis
- Janusia Gray, 1973
- Mahafalytenus Silva, 2007